# Onthophagus punctator
Onthophagus punctator är en skalbaggsart som beskrevs av Edmund Reitter 1893. Onthophagus punctator ingår i släktet Onthophagus och familjen bladhorningar. Inga underarter finns listade i Catalogue of Life.